# Осцилляция Маддена — Джулиана

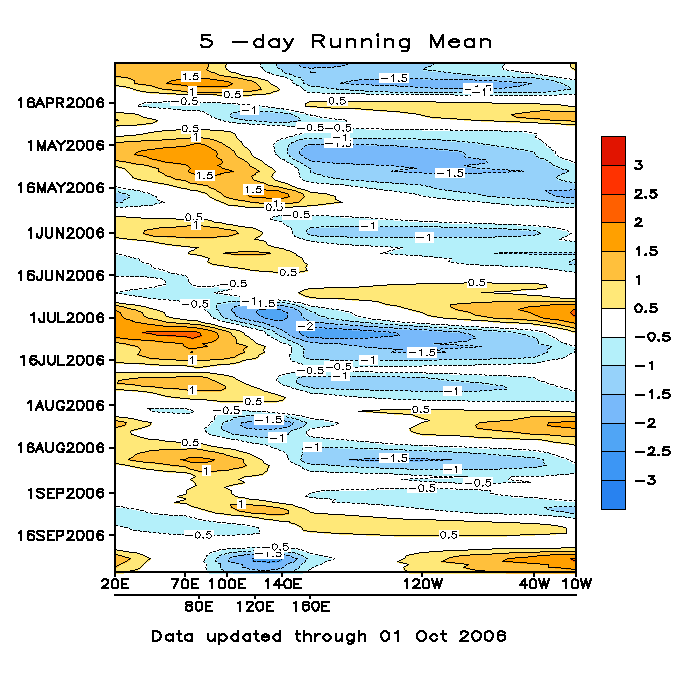
Диаграмма длинноволнового (теплового) излучения Земли, демонстрирующая осцилляцию Маддена — Джулиана.

Осцилляция Маддена — Джулиана (англ. Madden–Julian oscillation, MJO) — колебания свойств циркуляции тропической атмосферы с периодом 30—60 дней, что является главным фактором межсезонной изменчивости в атмосфере на этой временно́й шкале. Эти колебания имеют вид волны, что движется на восток со скоростью от 4 до 8 м/с над тёплыми районами Индийского и Тихого океанов.
Движение волны можно увидеть по различным проявлениям, наиболее чётко — по изменениям в количестве осадков. Сначала изменения проявляются на западе Индийского океана, постепенно сдвигаются к центральной части Тихого океана, а затем затухают по мере продвижения к холодным восточным районам этого океана, но иногда вновь возникают с уменьшенной амплитудой над тропическими районами Атлантического океана. При этом вначале идёт фаза увеличения конвекции и количества осадков, за которой следует фаза уменьшения количества осадков.
Явление было обнаружено Рональдом Мадденом и Полем Джулианом в 1994 году.